# Sárgafarkú korallsügér
A sárgafarkú korallsügér (Chrysiptera parasema) a sugarasúszójú halak (Actinopterygii) osztályának sügéralakúak (Perciformes) rendjébe, ezen belül a korállszirtihal-félék (Pomacentridae) családjába tartozó faj.
Az indo-csendes-óceáni térségben él. Népszerű az akvaristák körében, mert színpompás hal és könnyen tartható.

## Előfordulása
Előfordul a Salamon-szigetek, Pápua Új-Guinea, Fülöp-szigetek, Rjúkjú-szigetek és Ausztrália korallzátonyai környékén 1-16 méteres mélységben.

## Megjelenése
Nagysága 7 centiméter, a testszíne jellegzetesen élénk kék és a névadásában is megjelenik, hogy a homocerk farokúszója sárga színű. A sárga szín a hasúszóján is megjelenhet. Színezete miatt feltűnő jelenség és emiatt nagy látványosság az akváriumban. A beszerzése nem jelent gondot, hiszen jól tűri az akváriumi tartást.

## Életmódja
Trópusi hal ezért az igényelt vízhőmérséklete 24-26 Celsius-fok. Étrendjét tekintve mindenevő az élőhelyén zooplanktont és algát eszik. Szívesen tölti idejét a szirtek repedéseiben valamint a talajt felássa és a keletkezett résbe elbújhat. Más halakkal szemben a fellépése agresszív. Életkilátása 4-6 év. Akváriumi tartásban legalább 100 literes tartályt igényel.

### Internetes leírások a sárgafarkú korallsügérről
- A faj adatlapja a FishBase oldalán. FishBase. (Hozzáférés: 2012. január 30.)
- A taxon adatlapja az ITIS adatbázisában. Integrated Taxonomic Information System. (Hozzáférés: 2012. január 30.)
- Goldtail Demoiselle Chrysiptera parasema (Fowler, 1918). BioLib.cz. (Hozzáférés: 2012. január 30.)
- Chrysiptera parasema — Goldtail demoiselle (angol nyelven). Encyclopedia of Life. (Hozzáférés: 2012. január 30.)
- Chrysiptera parasema (Fowler, 1918) (angol nyelven). uBio. (Hozzáférés: 2012. január 30.)
- Chrysiptera parasema (Fowler, 1918) (angol nyelven). WoRMS World Register of Marine Species. (Hozzáférés: 2012. január 30.)